# Lukovica (Svilajnac)
Pour les articles homonymes, voir Lukovica.
Lukovica (en serbe cyrillique : Луковица) est un village de Serbie situé dans la municipalité de Svilajnac, district de Pomoravlje. Au recensement de 2011, il comptait 716 habitants.
Lukovica est située sur les bords de la Resava.

## Démographie

### Évolution historique de la population
| 1948 | 1953 | 1961 | 1971 | 1981 | 1991 | 2002 | 2011 |
| ---- | ---- | ---- | ---- | ---- | ---- | ---- | ---- |
| 428  | 791  | 784  | 860  | 933  | 938  | 778  | 716  |

|  |